# St.-Lamberti-Kirche (Mildstedt)

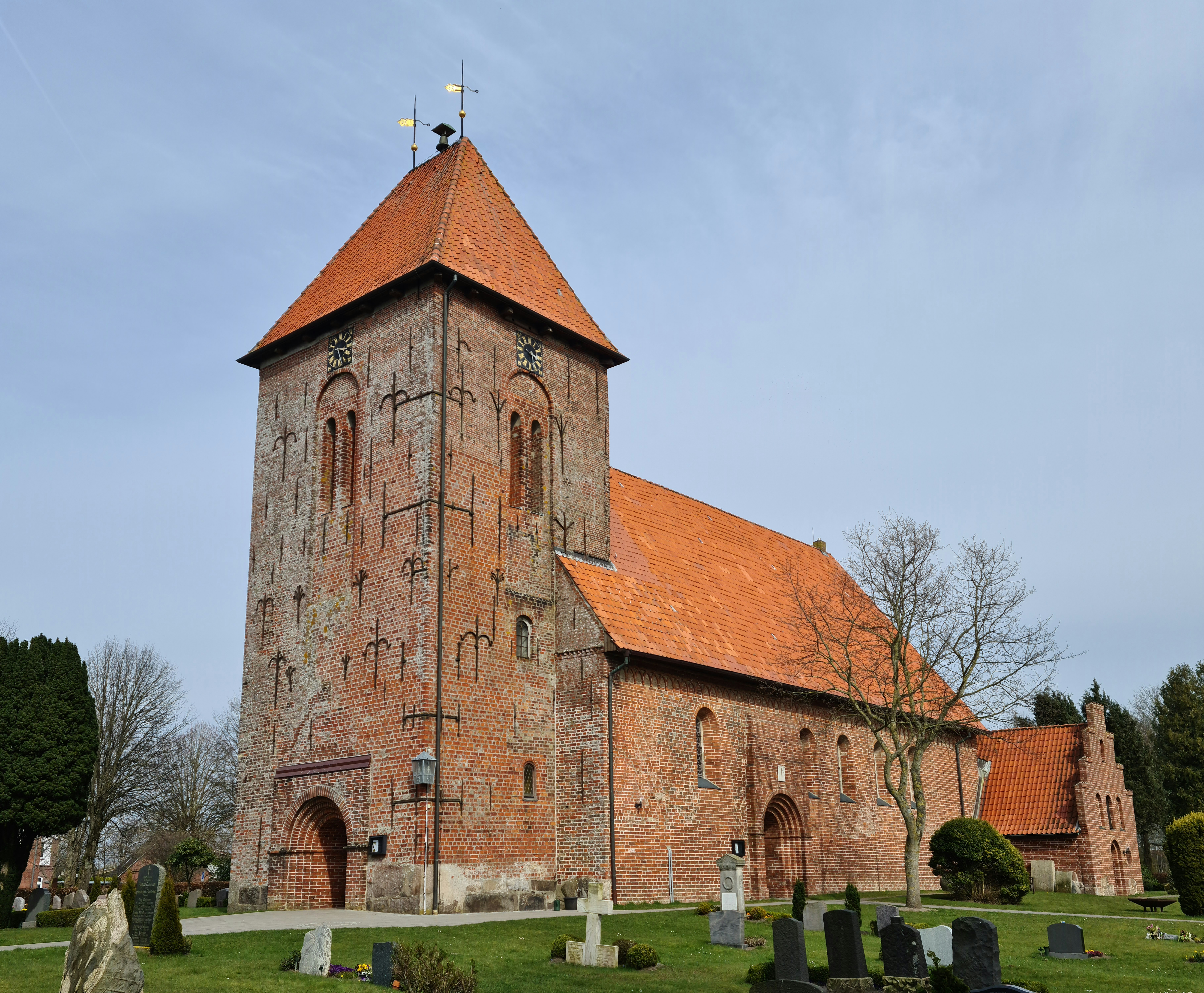
Blick vom Westen auf die Kirche mit dem spätgotischen Turm

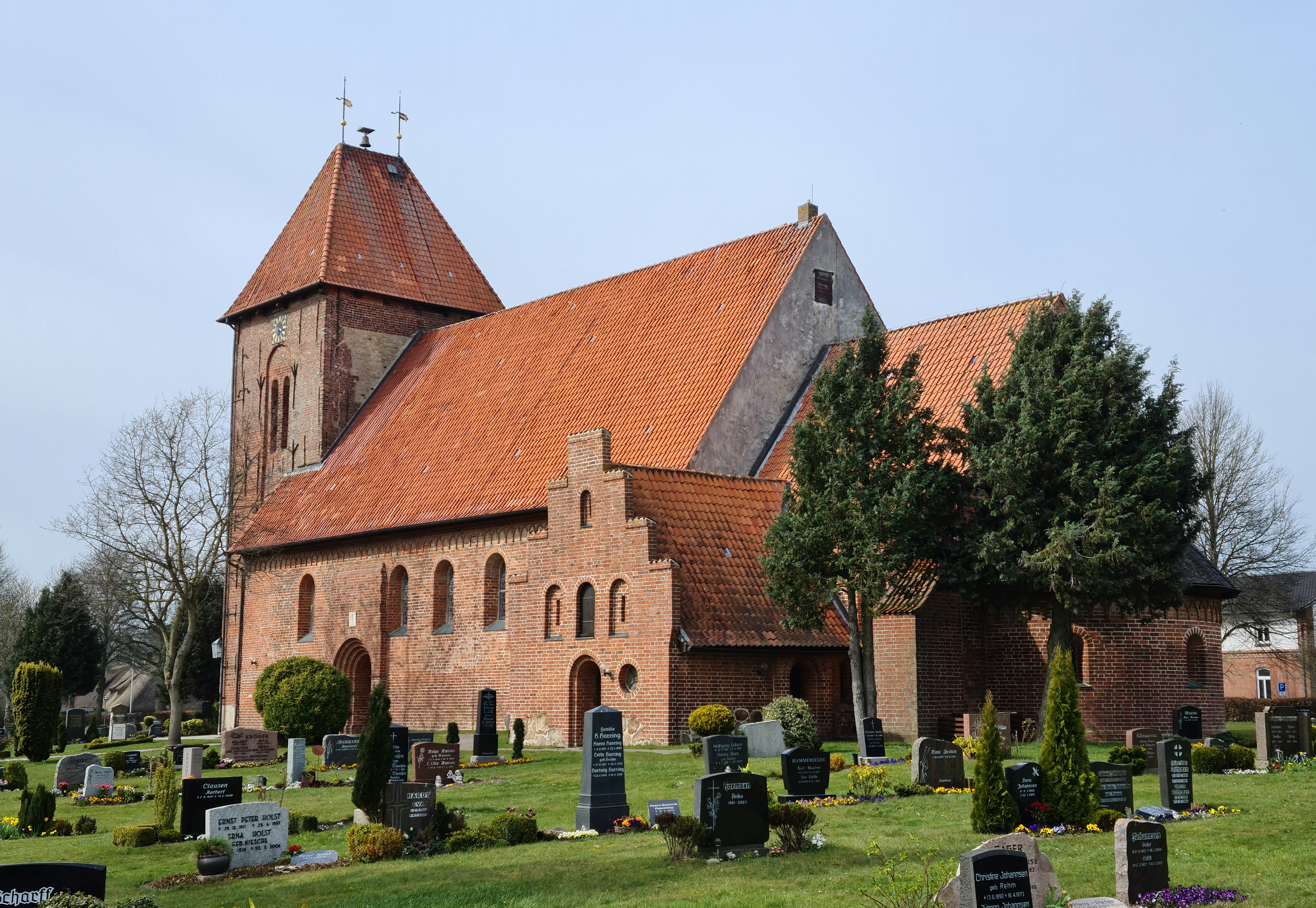
Blick vom Osten auf die Kirche mit spätgotischer Sakristei

Die evangelisch-lutherische St.-Lamberti–Kirche in Mildstedt ist ein wuchtiger romanischer Backsteinbau. Ihre Größe lässt sich dadurch erklären, dass sie einst die Hauptkirche der Südergoesharde war. Die Gemeinde gehört heute zum Kirchenkreis Nordfriesland im Sprengel Schleswig und Holstein in der Evangelisch-Lutherischen Kirche in Norddeutschland.

## Lage
Die Kirche befindet sich auf dem Geestrücken im Nordosten der Gemeinde und ist vom Friedhof umgeben.

## Geschichte
Die erste schriftliche Erwähnung der Kirche datiert auf das Jahr 1240. Genaueres über die Entstehungsgeschichte oder etwaige Vorgängerbauten ist nicht bekannt. Dass der Bau vom dänischen König Waldemar I. veranlasst wurde, ist wahrscheinlich, kann aber nicht belegt werden. Die St.-Lamberti-Kirche, benannt nach dem Hl. Lambert von Lüttich, war früher die Hauptkirche der Südergoesharde. Ursprünglich war auch Husum in Mildstedt eingepfarrt und wurde erst 1448 selbständig.
1417 wurde sie bei einem Überfall durch Truppen aus Dithmarschen niedergebrannt; ab 1431 wieder aufgebaut. Eine erste umfassende Wiederherstellung der Kirche in neuerer Zeit, besonders im Inneren, erfolgte in den Jahren 1874 und 1875. Weitere Renovierungen fanden ab 1931 und 1977 statt.

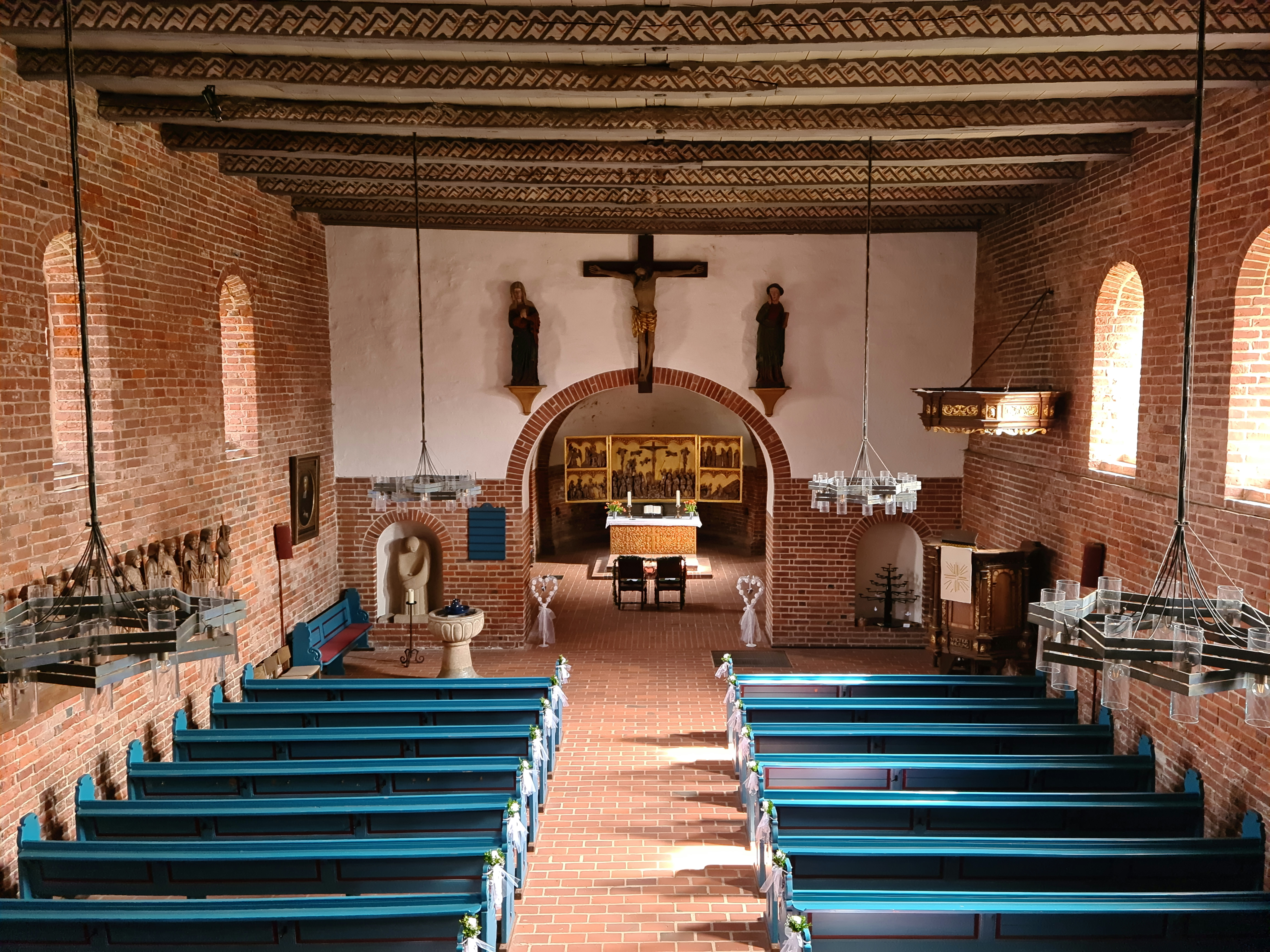
Blick von der Orgelempore in das Kirchenschiff

## Architektur
St.-Lamberti ist eine klassische Saalkirche mit rechteckigem Kirchenschiff und eingezogenem Chor mit Halbrundapsis. Sie ist geostet. Die zwei äußeren Stützpfeiler im Chorbereich wurden erst später hinzugefügt. Im Westen befindet sich der viereckige spätgotische Turm mit Westportal, der auf einem Fundament aus Granitquadern steht. Das Walmdach hat einen First in Nordsüdrichtung. Südlich beim Turm findet sich noch eine unvollendete Granitkuppa eines romanischen Taufsteins.

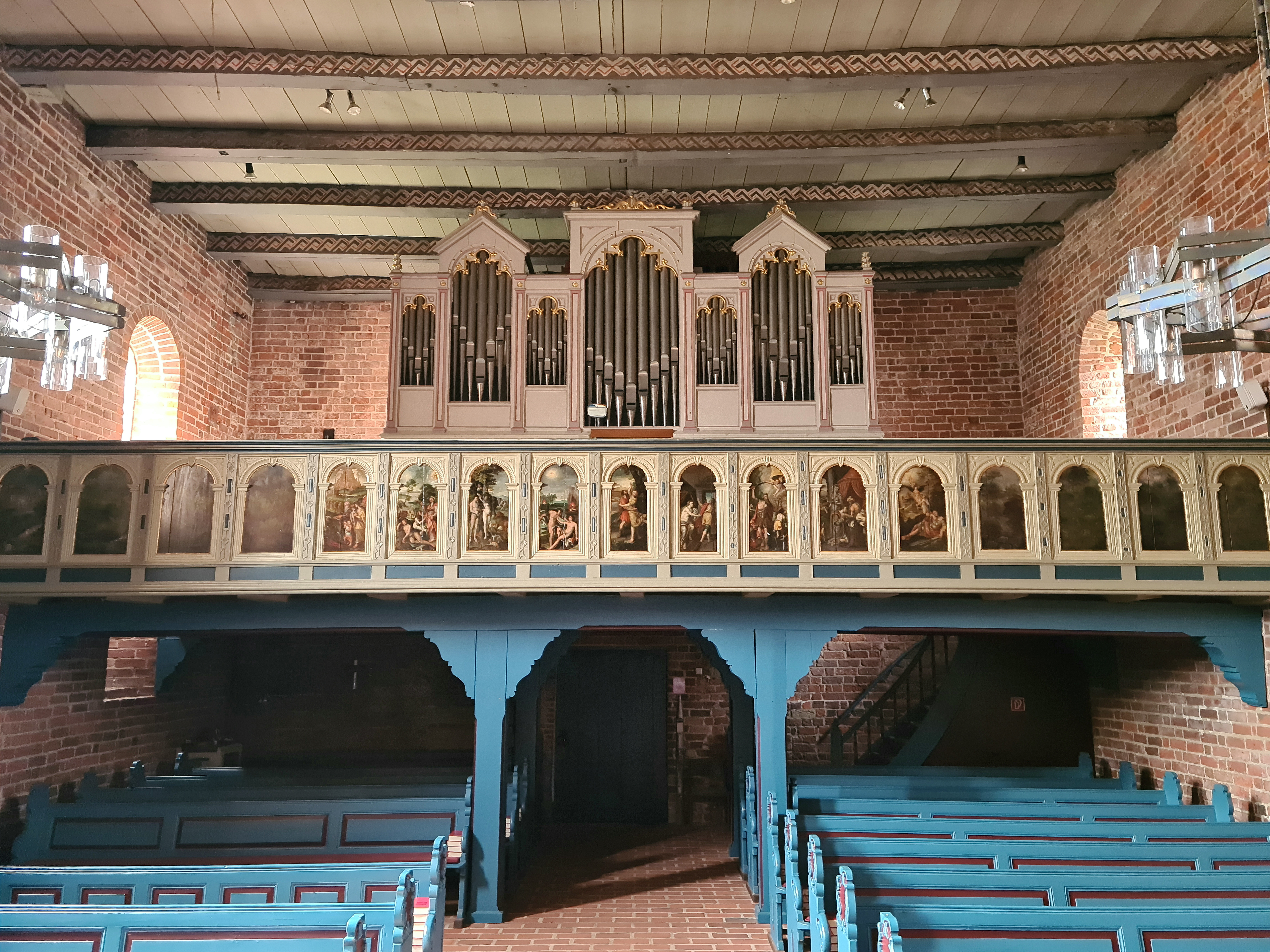
Blick auf die Westempore mit den 17 Bogenfeldern und der Orgel

An der Südseite des Chores steht der spätgotische Sakristeianbau, das Leichenhaus, mit Staffelgiebel, der bei der Restaurierung 1931 nach der überlieferten Darstellung auf einem alten Siegel wiederhergestellt wurde.
Das Kirchenschiff besitzt im Inneren eine flache Holzbalkendecke, der Chor ein spätgotisches Kreuzrippengewölbe mit kreisförmigen Schlussstein. An der westlichen Kappe des Gewölbes finden sich Reste der Bemalung von 1616 mit Kartuschen und dem Bibelvers Sach 9,9–11 .

## Ausstattung
Das kulturhistorisch wertvollste Stück der Ausstattung ist der dreiteilige spätgotische Flügelaltar aus Eichenholz, der aus der Zeit um 1440 stammt. Gefertigt wurde er in Lübeck vom sogenannten Neukirchener Meister. Das ist der Notname für einen ansonsten unbekannten Künstler nach dem sehr ähnlichen Neukirchener Altar, der vermutlich in derselben Werkstatt geschaffen wurde und sich im Landesmuseum für Kunst und Kulturgeschichte auf Schloss Gottorf befindet. Verschiedentlich wird der Neukirchener Meister auch mit dem Bildhauer Johannes Junge und/oder dem Meister der Darsow-Madonna identifiziert. 1928 wurde eine Gipskopie des Mildstedter Flügelaltars für die Ausstellung Lübeckische Kunst außerhalb Lübecks hergestellt.
Im Schrein findet sich eine figurenreiche Kreuzigungsgruppe, im linken Flügel oben die Verkündigung des Herrn und unten die Anbetung der Könige. Im rechten Flügel wird oben die Darstellung des Herrn und unten die Weihnachtsgeschichte gezeigt. Von der ursprünglichen Bemalung hat sich nichts erhalten, der Hintergrund wurde erst 1931 bei der Restaurierung nachträglich vergoldet. Es fehlen die Predella und ein oben abschließender Blätterkamm.

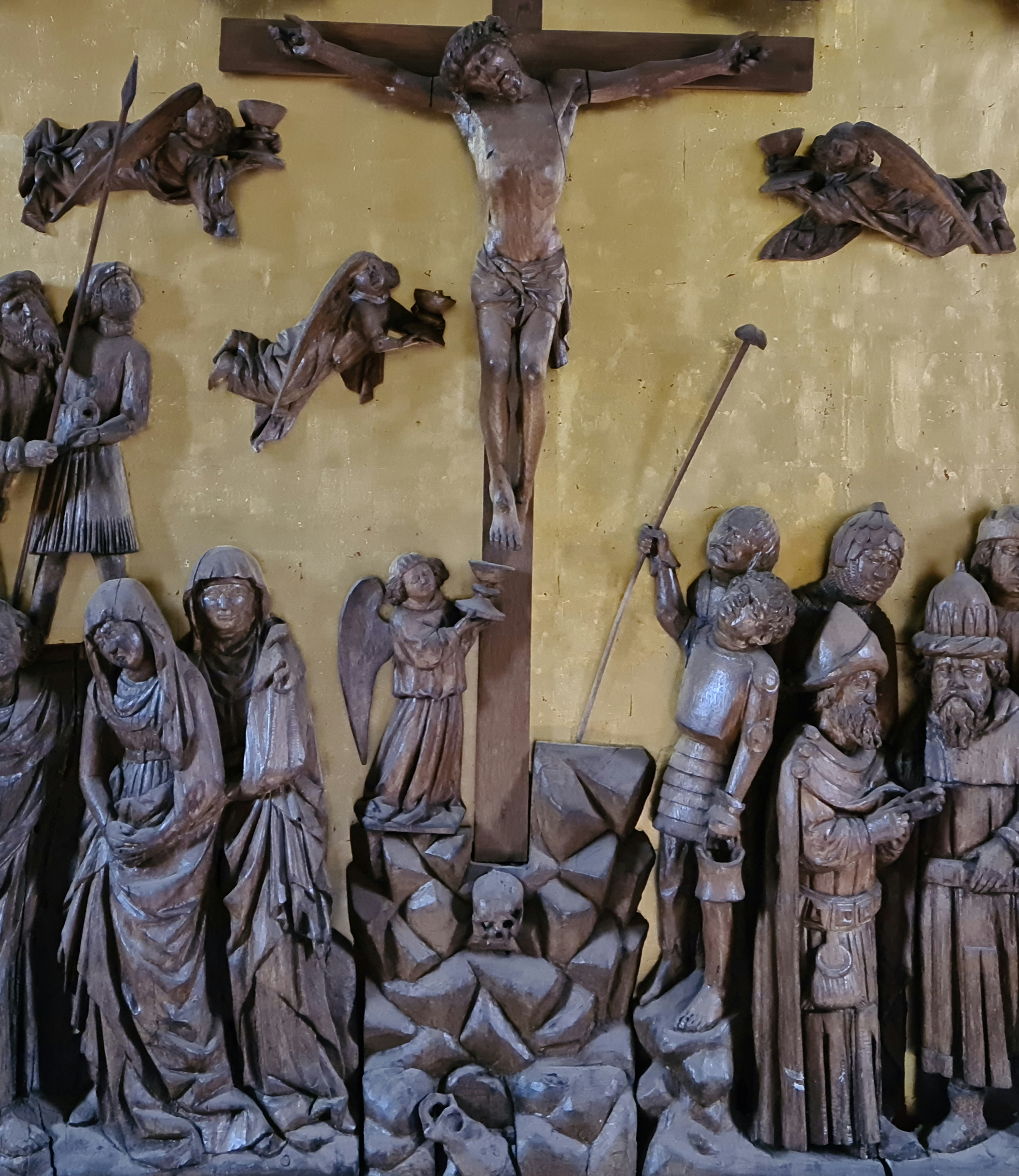
Spätgotischer Flügelaltar – Detailaufnahme des Schreins mit Darstellung der Kreuzigung

Der älteste Ausstattungsgegenstand der Kirche ist der Taufstein aus gotländischem Kalkstein, der um 1300 gefertigt wurde und aus der Kirche in Hattstedt hierher gebracht wurde. Er befindet sich im vorderen Bereich der Nordwand unterhalb des Epitaphs, einem Ovalbild in einem Rechteckrahmen, für August Friedrich Feddersen (1674–1748), der lange Zeit Pastor der Gemeinde war. Ebenfalls an der Nordwand findet sich auf einem Balken eine Apostelgruppe mit thronendem Jesus in der Mitte. Entstanden Anfang des 15. Jahrhunderts, stammt sie wahrscheinlich aus einer der Kirchen, die durch die Burchardiflut 1634 zerstört wurden. Dass sie – wie in Chroniken zu lesen – nach der Flut in Mildstedt angetrieben wurde, ist auszuschließen.
Links neben der Apostelgruppe befindet sich ein weiteres, über 3,50 Meter hohes Epitaph für Jürgen Seemann, Pastor in Mildstedt von 1611 bis 1641 und seinen Sohn Paul Seemann, ebenfalls Seelsorger der Gemeinde von 1641 bis 1652. Gefertigt wurde es 1657 im Stil der Renaissance mit Freisäulen und Knorpelwerk. Es enthält das Doppelbildnis der beiden Pastoren in Halbfigur mit einer kleinen Kreuzgruppe im Hintergrund.
Im vorderen Bereich der Südwand befindet sich die 1,50 Meter hohe Kanzel aus Eichenholz, die 1568 von Johann von Groningen im Stil der Renaissance geschnitzt wurde. Die Kanzel ist ein fünfseitiger Korb mit Säulen, Rankenwerkstreifen und Rundbogenfeldern. Dazu gehört ein siebenseitiger Schalldeckel mit Rankenwerk im Fries. Im  Fries findet sich der Spruch Lk 11,28 . Johann von Groningen schuf auch die Kanzel für die Klosterkirche im benachbarten Husum.
Über dem Chorbogen hängt ein 2,30 Meter großes Triumphkreuz, das links von Maria und rechts von Johannes (beide 1,80 Meter groß) eingefasst wird. Über die Herkunft dieser drei Schnitzereien aus der Mitte des 15. Jahrhunderts ist nichts weiter überliefert.

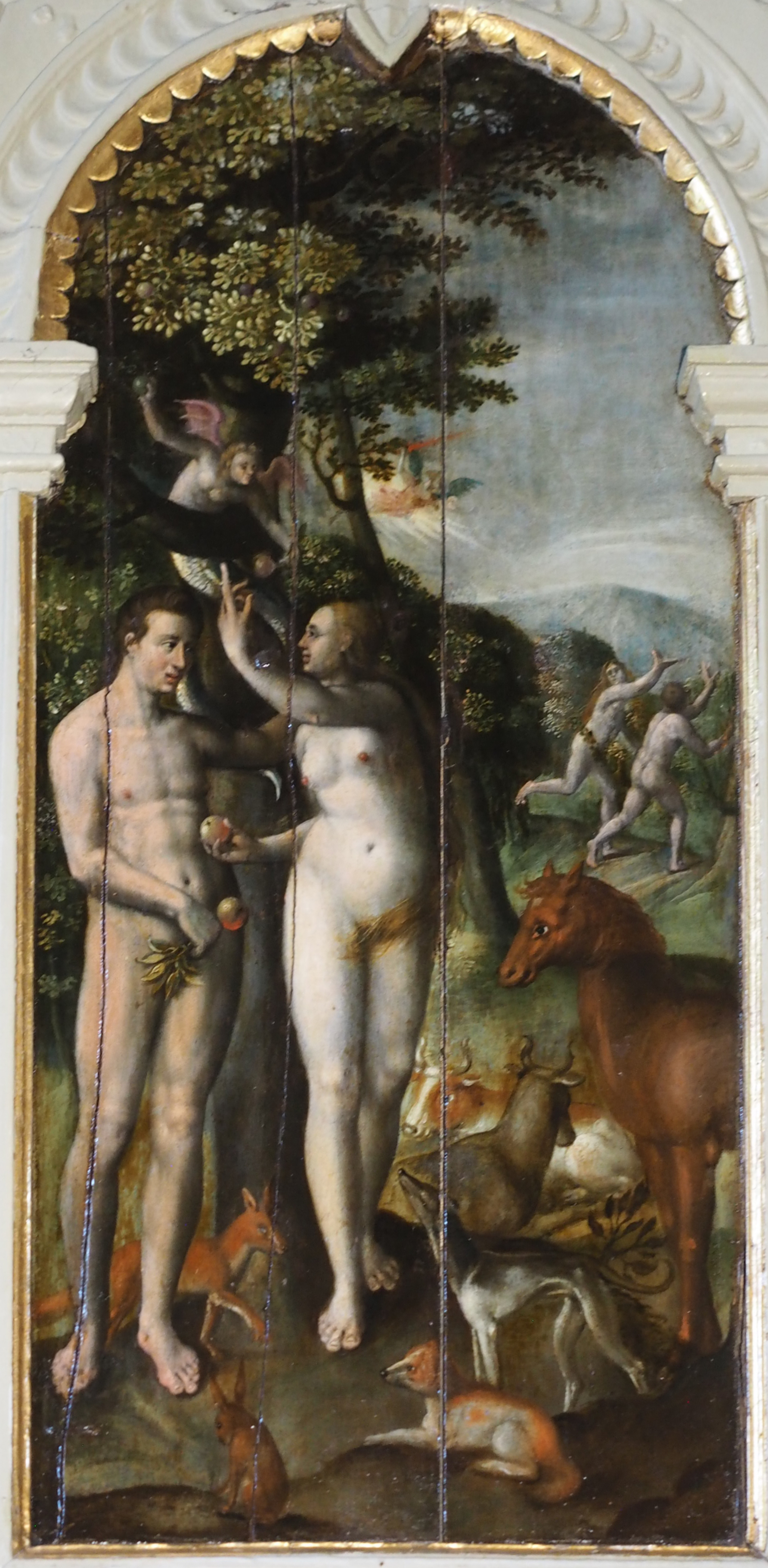
Emporenmalerei

In neun der 17 Rundbogenfeldern an der Westempore finden sich in Brüstungsmalereien (Öl auf Eichentafeln), die stilistisch auf den Anfang des 17. Jahrhunderts verweisen. Sie alle zeigen Szenen aus dem Alten Testament. Es sind dies von links nach rechts der Turmbau zu Babel, die Erschaffung Evas, der Sündenfall mit der Vertreibung aus dem Paradies, das Brüderpaar Kain und Abel, Jakob ringt mit dem Engel, Josef und die Frau des Potiphar, Abraham opfert Isaak, Isaak segnet Jakob und zuletzt dann Jakobs Traum von der Himmelsleiter. Die vermutlich verlorenen Bilder wurde durch acht moderne Bilder ergänzt, die teils Landschaften zeigen, teils abstrakt sind.

## Orgel

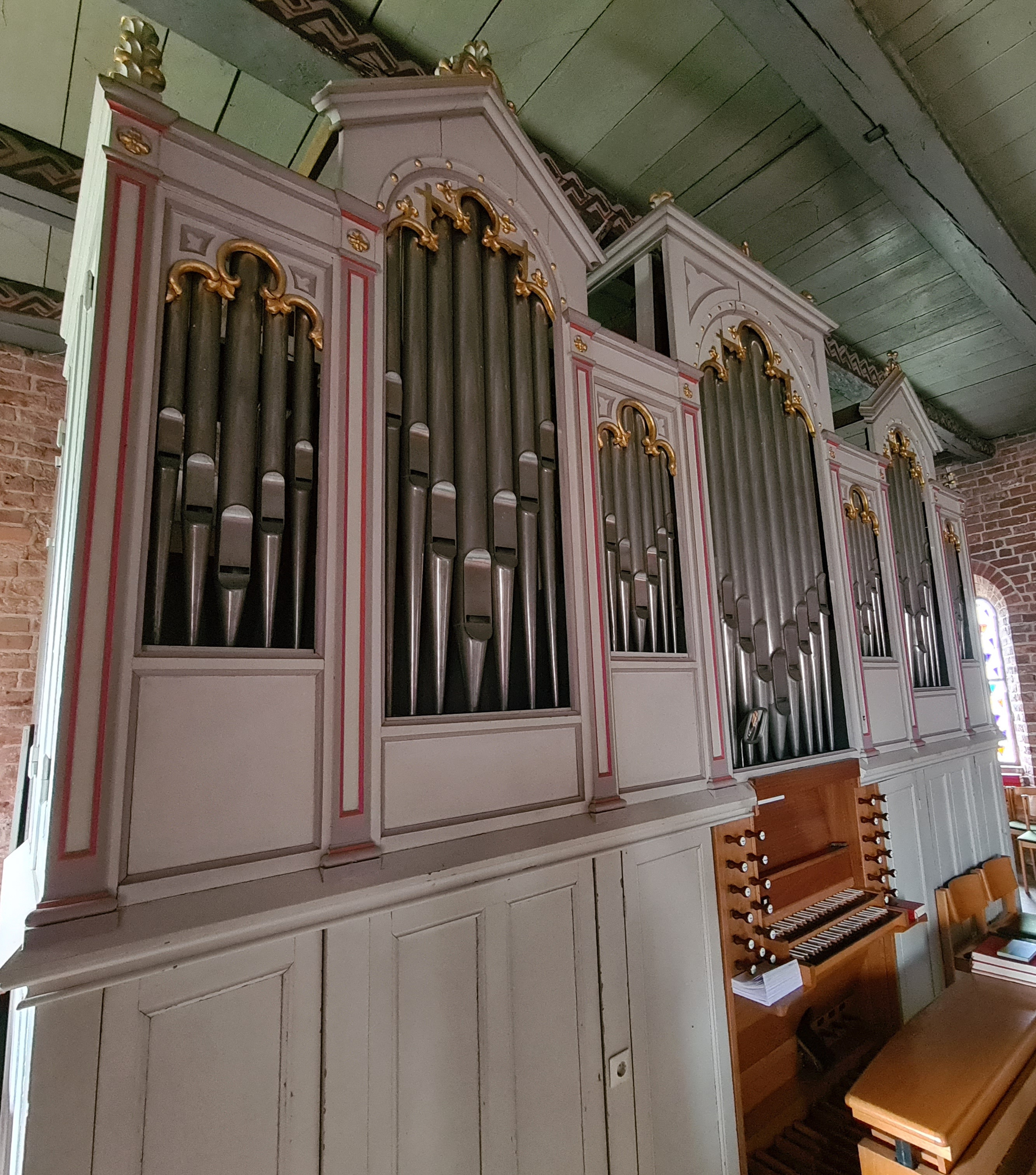
Nahaufnahme der Orgel

Eine Orgel kann in Mildstedt mindestens seit 1566 vorausgesetzt werden, weil für diese Zeit Zahlungen an einen Kalkanten nachgewiesen sind. Für neue Bälge, Lohn und Kost wurden 1609 „den orgelmakerß“ 6 Mark bezahlt. Im Jahr 1620 überprüfte der Husumer Organist Martin Fredemann eine neue oder erneuerte Orgel, die im Jahr zuvor von Johann Heide errichtet worden war. Das ursprünglich an der Nordwand angebrachte Instrument wurde 1647/1648 von Conrad Topf renoviert. 
Spätestens im 19. Jahrhundert wurde die Orgel im Chor aufgestellt. 1874 erhielt die Lambertikirche die heutige Orgel von Johann Hinrich Färber, der die Tradition von Marcussen & Reuter fortführte. Der breite, siebenachsige Flachprospekt weist in der Mitte ein hochrechteckiges Mittelfeld mit neun Orgelpfeifen auf. Zwei Pfeifenfelder mit je sieben Pfeifen und einem Dreiecksgiebel werden von je zwei schmalen Rechteckfeldern mit jeweils fünf Pfeifen flankiert. Die Lübecker Firma Emanuel Kemper führte 1949 einen Umbau durch. 1999 folgte eine Restaurierung durch den Kieler Orgelbaumeister Rudolf Neuthor. Das vorderspielige Instrument verfügt über 24 Register, die auf zwei Manuale und Pedal verteilt sind.

## Glocken
Im Turm befinden sich zwei Glocken aus Bronze: Lambertus (⌀ 104 cm) von 1563 und Susanna (⌀ 114 cm) von 1569. Beide wurden von Harmen Grapengeter in Husum gegossen.

## Nutzung
St. Lamberti ist die Pfarrkirche für folgende Ortsteile und Gemeinden: Mildstedt, Rosendahl, Rantrum, Husum-Dreimühlen, Ipernstedt, Oldersbek, Kohlschau, Südermarsch und Schwesing-Bhf.